# ريتشارد جونستون
ريتشارد جونستون هو سياسي كندي، ولد في 8 أغسطس 1946 في بيمبروك في كندا. حزبياً، نشط في الحرب الديمقراطي الجديد لأونتاريو. وقد انتخب عضو برلمان مقاطعة أونتاريو.